# اللهم إني صائم (مسلسل)
اللهم إني صائم هو مسلسل تم إنتاجه في مصر. بدأ عرضه في سنة 2017. كما تبلغ عدد حلقاته 30 حلقة، بلغ مدة الحلقة الواحدة 45 دقيقة.  وهو من إخراج أكرم فريد. تم بث المسلسل لأول مرة بتاريخ 27 مايو 2017.

## الممثلين
1-مصطفى شعبان
2-ماجده ذكى
3-ريم مصطفى
4-ندى موسى
5-مي نور الشريف
6-محمد عبد الحق

## القصة
تدور قصة المسلسل حول شخص نصاب ومرتشي يدعى علي (مصطفى شعبان) تطارده الشرطة بعد قيامه بالاحتيال على عدد كبير من رجال الأعمال.